# 비주얼 노벨
비주얼 노벨(일본어: ビジュアルノベル·ヴィジュアルノベル, 영어: Visual Novel)은 인터랙티브 픽션의 한 종류다. 비디오 게임 매체와 관련이 깊으며 일각에선 어드벤처 게임의 하위장르로 취급하나, 항상 비디오 게임으로 분류되지는 않고 종이 매체 소설이나 디지털 노벨(e-book)과의 혼동을 피하기 위한 용어로 사용되기도 한다. 비주얼 노벨은 화면 내 텍스트와 정적 혹은 동적 원화에 플레이어의 상호작용을 결합한 방식으로 표현된다. 일본에선 주로 일본어식 영어로 노벨 게임으로 불린다.
비주얼 노벨의 기원과 초기 유행지는 일본으로, 2006년까지 국가 내에서 제작된 컴퓨터 게임의 70%가 비주얼 노벨이었다. 일본에서 '비주얼 노벨'은 문제풀이와 게임플레이가 상당수를 차지하는 어드벤처 게임과는 달리 상호작용이 적은 게임을 가리키는 단어로 사용한다. 이런 정의상 구별은 일본 외 지역에서는 보통 통용하지 되고 비주얼 노벨과 어드벤처 게임 모두 '비주얼 노벨'이라 주로 칭한다.
비주얼 노벨은 2000년대까지는 컴퓨터 플랫폼으로 먼저 제작돼 이후 가정용 비디오 게임기으로 이식되는 방식으로 개발됐으며, 가정용 게임기 전용 비주얼 노벨은 드물었다. 비주얼 노벨은  라이트 노벨, 만화와 애니메이션로 각색되기도 하며, 일부 경우 롤플레잉 비디오 게임이나 액션 게임같은 비디오 게임 장르로 개발하기도 한다.

## 개요
전자화면상에서 읽는 '소설'이며, 화면에 표시되는 문장에 그림과 소리가 더해진 것이다. 문장 자체로 작품이 되지 않고, 그림과 소리의 존재를 전제로 한다는 점에서 전자책과는 다르다.
이 이름은 원래 아쿠아플러스의 브랜드 Leaf의 이른바 '리프 비주얼 노벨 시리즈(リーフビジュアルノベルシリーズ, 보통 《시즈쿠》·《키즈아토》·《투하트》 세 작품을 가리킨다)'에서 유래한다. 원래 사운드 노벨이라는 용어가 있었지만, 이것은 츈 소프트(チュンソフト)의 상표로서 잘 쓰이지 않았다. 현재에는 비주얼 노벨이라는 용어도 잘 쓰이지 않고, 보통 제작자의 독자적인 용어를 사용하거나 어드벤처 게임으로 뭉뚱그린다.

## 역사
비주얼 노벨의 기원은 츈 소프트의 사운드 노벨로 볼 수 있다. 제1작 《오토기리소우(弟切草)》(1992년)를 거쳐, 《카마이타치의 밤》(1994년)에서는 문장 자체에서도 읽을 수 있는 농밀한 미스터리와 함께, 컴퓨터 게임이기에 가능한 복잡한 시나리오의 분기와 플래그의 관리를 통해 사운드 노벨을 게임의 한 형태로 정립시켰다. 이 《카마이타치의 밤》의 영향을 받아 제작된 것이 Leaf의 《시즈쿠》(1996년)이다.

## 정의

### 용어의 사용
비주얼 노벨이라는 게임 형식은 주로 어덜트 게임이라 불리는 일련의 성인 게임들과 자주 결합되어 왔기 때문에 용어의 사용 초기에는 그러한 인식을 가져왔으나, 2000년대 이후로 타입문이나 네코네코소프트 등 일부 제작사를 제외하고는 '어드벤처 게임(ADV)'이나 다른 독자적인 장르 이름을 사용하고 있고, 비주얼 노벨이라는 용어는 오히려 전연령을 대상으로 한 게임에 자주 붙여지고 있다.

## 구성

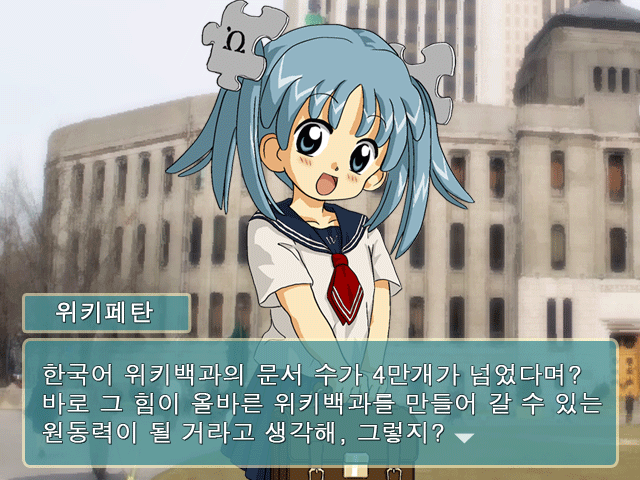
비주얼 노벨의 화면 구성의 예시. 배경(서울특별시청의 사진을 흐리게 가공한 것)과 인물(위키페탄의 그림), 인물의 대사가 표시된 창(하단 표시)으로 구성되어 있다.

비주얼 노벨을 간단히 설명하면 화면을 클릭할 때마다 일정량의 문장이 화면에 표시되어 시나리오가 진행되고, 이에 맞춰 준비된 인물·배경의 그림, 배경음악·효과음 등이 전환된다.

### 문장
그림과 소리를 통해 독자(플레이어)의 이해를 돕는 것을 전제로 하므로, 인물의 외모 묘사나 장면과 배경의 묘사가 보통의 소설에 비해 적다.
비주얼 노벨에서 문장을 표시하는 방법에는 크게 전 화면에 표시하는 형식(이는 비주얼 노벨이라는 용어를 처음 사용한 Leaf가 사용했던 형식으로, 좁은 의미로는 이 형식을 사용한 작품만을 비주얼 노벨로 하기도 한다.)과, 화면의 일부 부분(대부분 화면의 하단)만을 사용해서 표시하는 형식(보통 한 번에 가로 3줄 이내의 문단으로 표시되므로, 3행하부표시형식(三行下部表示形式)이라고도 한다.)이 있다. 전자는 비교적 장문의 묘사가 가능하며, 후자는 희곡과 같이 말하는 사람의 이름도 표시할 수 있어 화자에 대해 특별히 서술할 필요가 없다.

### 그림
일반적으로 다음 3종류의 그림의 조합으로 구성된다.
배경(BCG: Background CG)
일반적인 장면에서 사용되며 장면에서 한 장씩만 사용된다. 작중의 위치가 바뀌면 배경이 바뀌게 된다. CG로 그리기도 하고 실제 사진을 가공해서 사용하기도 한다. 《쓰르라미 울 적에》의 배경이 된 시라카와고와 같이, 배경 이미지로 쓰인 사진의 원본 장소는 팬들이 성지로 삼기도 한다.
SCG(Stand CG, 일본어: 立ち絵: “서 있는 그림”)
일반적인 장면에서 배경과 함께 사용된다. 현재 장면에 인물이 존재한다는 것을 나타내며, 인물의 감정을 표현하기도 한다.
이벤트 CG(ECG: Event CG)
작품의 중요한 장면에서 배경과 인물의 일반적인 그림을 사용하지 않고 그 장면을 직접 묘사한 그림이다.

### 소리
다음 3종류의 소리의 조합으로 구성된다. 음성은 없는 경우도 많이 있다.
효과음(SE: Sound Effect)
문이 열리는 소리, 시계의 소리, 빗소리 등의 현장감을 높여 주는 소리를 말한다.
배경음악(BGM: BackGround Music)
장면에 맞는 음악으로, 보통은 악기로만 이루어진 노래지만 주제곡이나 일부 삽입곡은 보컬이 들어가기도 한다.
음성(보이스)
인물의 대화를 성우가 녹음한 것이다. 또한 일본성우들이 녹음을 하고 한국 성우들이 녹음을 재녹음을 한다.

### 프로그램
연출
준비된 문장·그림·소리를 효과적으로 조합하여 프로그램으로 만들어 플레이어에게 하나의 작품으로서 성립시키는 것을 말한다.
선택지
등장인물의 행동을 2개 이상의 주어진 제안 중에서 플레이어가 직접 선택할 수 있도록 하는 것이다. 플레이어의 시점에 있는 등장인물(주로 주인공)의 행동을 선택하는 것으로, 그 외의 경우는 일반적으로 없다. 보통은 선택지의 선택 결과가 다양한 결말로 나타나지만, 선택지가 형식적으로만 존재하거나 아예 존재하지 않는 일직선 진행의 작품도 있다.
시스템
플레이어의 편의를 위해 제공되는 환경을 말한다. 플레이를 중단한 지점 또는 이전의 선택지로 돌아갈 수 있는 저장·불러오기 기능, 읽은 문장 또는 원하는 지점까지 장면을 빠르게 이동할 수 있는 기능, 작중 이벤트CG 다시 보기 기능, 문자의 표시 설정이나 음량 설정 등의 게임 설정 등을 포함한다.

## 최다 판매 비주얼 노벨 목록
해당 목록의 비주얼 노벨 상당수는 판매량 기록은 확인이 힘들거나 10년 전 이상의 오래된 자료에 의존하므로 이를 염두에 두고 해당 목록을 참조해야 한다. 무료 비주얼 노벨은 다른 비주얼 노벨과의 일관성과 다운로드 횟수에 대한 불확실성으로 인해 이 목록에 싣지 않는다.

### 시리즈
| 시리즈                    | 시작연도 | 개발사                              | 판매량     | 참조        |
| ------------------------- | -------- | ----------------------------------- | ---------- | ----------- |
| 레이튼 교수               | 2007     | LEVEL-5 / 히노 아키히로             | 17,020,337 | [ b ]       |
| 역전재판                  | 2001     | 캡콤 / 타쿠미 슈                    | 9,200,000  | [ 3 ]       |
| 단간론파                  | 2010     | 스파이크 춘소프트 / 코다카 카즈타카 | 5,000,000  | [ 4 ]       |
| 사쿠라 대전               | 1996     | 세가 AM1, 레드 엔터테인먼트         | 4,718,113  | [ c ]       |
| 두근두근 메모리얼         | 1994     | 코나미 / 이가라시 코지              | 3,714,704  | [ d ]       |
| 네코파라                  | 2014     | 네코 웍스 / 사요리                  | 3,000,000  | [ 8 ] [ 9 ] |
| 사운드 노벨 시리즈        | 1992     | 춘소프트 (스파이크 춘소프트)        | 2,709,907  | [ e ]       |
| 명탐정 진구지 사부로      | 1987     | 데이터 이스트                       | 2,346,841  | [ f ]       |
| Fate/stay night           | 2004     | Type-Moon / 나스 키노코             | 2,096,148  | [ h ]       |
| 사쿠라                    | 2014     | 윙드 클라우드                       | 1,566,022  | [ i ]       |
| 극한탈출                  | 2009     | 스파이크 춘소프트 / 우치코시 코타로 | 1,290,213  | [ j ]       |
| 슈타인즈 게이트           | 2009     | 5pb. / 니트로플러스                 | 1,244,545  | [ k ]       |
| 란스                      | 1989     | 앨리스소프트                        | 1,159,193  | [ l ]       |
| 쓰르라미 울 적에          | 2002     | 07th Expansion / 용기사07           | 1,109,018  | [ n ]       |
| 신세기 에반게리온         | 1996     | 세가 AM2 / 가이낙스                 | 1,040,972  | [ o ]       |
| Muv-Luv                   | 2003     | âge                                 | 800,000    | [ p ]       |
| D.C. 다카포               | 2002     | CIRCUS                              | 800,000    | [ q ]       |
| 동급생                    | 1992     | 엘프 코퍼레이션                     | 722,662    | [ r ]       |
| 더 데스 트랩              | 1984     | 스퀘어소프트 / 사카구치 히로노부    | 600,000    | [ s ]       |
| 투하트                    | 1997     | 리프                                | 584,263    | [ t ]       |
| EVE                       | 1995     | 칸노 히로유키 / C's Ware            | 575,873    | [ u ]       |
| 클라나드                  | 2004     | Key / 마에다 준                     | 468,278    | [ v ]       |
| 진심으로 날 사랑해라!!    | 2009     | 미나토 소프트                       | 400,000    | [ w ]       |
| 피아 캐롯에 어서 오세요!! | 1996     | 콕테일 소프트                       | 320,696    | [ x ]       |
| 하토풀 보이프렌드         | 2011     | PigeoNation Inc. / Hato Moa         | 317,015    | [ y ]       |
| 기동전함 나데시코         | 1997     | 세가                                | 284,255    | [ z ]       |
| 카드캡터 사쿠라           | 1999     | MTO                                 | 193,745    | [ 2 ]       |
| Dies irae                 | 2007     | 라이트                              | 100,000    | [ 38 ]      |

### 개별
| 제목                       | 출시연도 | 개발사                            | 판매량    | 참조            |
| -------------------------- | -------- | --------------------------------- | --------- | --------------- |
| Doki Doki Literature Club! | 2017     | 팀 살바토                         | 2,500,000 | [ 39 ] [ 40 ]   |
| 포토피아 연쇄살인사건      | 1983     | 호리이 유지 / 춘소프트            | 700,000   | [ 41 ]          |
| 디지몬 서바이브            | 2022     | 하이드                            | 500,000   | [ 42 ]          |
| VA-11 HALL-A               | 2016     | 스케반 게임스                     | 500,000   | [ 43 ]          |
| 13기병방위권               | 2019     | 바닐라웨어                        | 500,000   | [ 44 ]          |
| 노노무라 병원의 사람들     | 1996     | 엘프 코퍼레이션                   | 400,000   | [ 45 ]          |
| YU-NO                      | 1996     | 칸노 히로유키 / 엘프 코퍼레이션   | 380,820   | [ aa ]          |
| 롱 리브 더 퀸              | 2012     | 하나코 게임스 / 스파이키 캐터필러 | 369,384   | [ 17 ]          |
| 폴리스너츠                 | 1994     | 코지마 히데오 / 코나미            | 341,483   | [ 2 ]           |
| 카논                       | 1999     | Key / 히사야 나오키               | 317,512   | [ ab ]          |
| 에어                       | 2000     | Key / 마에다 준                   | 308,382   | [ ac ]          |
| 월희                       | 2021     | Type-Moon                         | 240,000   | [ ad ]          |
| 호텔 더스크의 비밀         | 2007     | Cing                              | 213,208   | [ 48 ]          |
| 몬스터 프롬                | 2018     | 뷰티풀 글리치                     | 200,000   | [ 49 ]          |
| 캉캉 바니 프리미어         | 1992     | 콕테일 소프트 / KID               | 159,502   | [ 23 ]          |
| 통곡 그리고...             | 1997     | 데이터 이스트                     | 131,085   | [ 2 ]           |
| 마법사의 밤                | 2022     | Type-Moon                         | 310,000   | 2023.Remake ver |
| DESIRE                     | 1994     | 칸노 히로유키 / C's Ware          | 102,187   | [ 23 ]          |
| One ~빛나는 계절로~        | 1998     | 택틱스                            | 100,000   | [ 51 ]          |

## 같이 보기
- 사운드 노벨
- 미소녀 게임
- 인터랙티브 픽션
- 연애 시뮬레이션 게임
- 연애 어드벤처 게임

### 내용주
1. ↑  영어: novel game, 일본어: ノベルゲーム, 노벨 게임
2. ↑  레이튼 교수 시리즈
  - 2018년 6월 기준 – 1700만 장 이상[1]
  - 《레이튼 미스터리 저니: 일곱 대부호의 음모》 (2018년 8월–2019년) – 20,336장 (일본)[2]
3. ↑  사쿠라 대전 시리즈:
  - 2000년까지 – 450만 장[5]
  - 2013–2018 – 39,687장 (일본)[2]
  - 《신 사쿠라 대전》 (2019) – 178,426장 (일본)[6]
4. ↑  두근두근 메모리얼 시리즈:
  - 2006년까지 – 300만 장 이상[7]
  - 2006년 8월–2019년 (일본) – 714,703장[2]
5. ↑  사운드 노벨 시리즈:
  - 《제절초》 (1992) – 400,000장 이상[10]
  - 《카마이타치의 밤》 (Banshee's Last Cry) – 1,941,758장
    - 《카마이타치의 밤》 (1994년–2002년 4월) – 125만 장[11]
    - 2002년 6월–2019년 (콘솔) – 691,758장 (일본)[2]

  - 《거리》 (1998) – 164,866장[2]
  - 《428 ~봉쇄된 시부야에서~》 (2008) – 203,283장
6. ↑  Tantei Jingūji Saburō series
  - 2007년 5월 기준 – 2.22 million[12]
  - July 2007 to 2019 (Japan) – 126,841[2]
7. ↑  See Fate/stay night § Reception
8. ↑  Fate series (Japan)
  - Fate/stay night – 751,488[g]
  - Fate/hollow ataraxia – 247,474
    - PC – 154,015[13]
    - PS Vita – 93,459[2]

  - Fate spin-off titles (consoles) – 1,097,186[2]
9. ↑  Sakura series:
  - Sakura Agent, Sakura Dungeon, Sakura Gamer, Sakura Magical Girls – 206,022
  - Other titles – 1.36 million[14]
10. ↑  Zero Escape series:
  - Japan (consoles) – 90,213[2]
  - Steam (PC) – 1,200,000+[15]
11. ↑  Steins;Gate series:
  - 2009–2015 (Japan) – 1 million+[16]
  - Steins;Gate (Steam) – 160,015+[17]
  - Steins;Gate 0 (PS4) (Japan) – 4,087 (April 2018)[18]
  - Steins;Gate 0 (Steam) – 50,000+[19]
  - Steins;Gate Elite (Japan) – 30,442[20]
12. ↑  Rance series:
  - Japan – 1,000,000 (Data of all series until Rance 03 –Fall of Leazas–)
  - Rance X (PC) – 159,193 (2018)[21]
13. ↑  See Higurashi When They Cry § Reception
14. ↑  Higurashi When They Cry series:
  - Japan (consoles) – 908,391[m]
  - Steam (PC) – 200,627+
    - Ch.1 – 100,000+[22]
    - Ch.2 – 28,301+[17]
    - Ch.3 – 20,000+[22]
    - Ch.4 – 12,326+[17]
    - Ch.5 and Ch.6 – 40,000+[22]
15. ↑  Neon Genesis Evangelion series (Japan)
  - 1st Impression and 2nd Impression (Sega Saturn) – 785,034[23]
  - Girlfriend of Steel and Girlfriend of Steel 2 – 255,938[2]
16. ↑  Muv-Luv series
  - Worldwide – 800,000 (Total cumulative of series)[24]
  - Japan – 500,000 (Total cumulative of series until 2015)[25]
    - Muv-Luv Alternative (PC) – 62,546 (2006)[26]
    - Consoles – 72,906[2]

  - Steam (PC) overseas – 5,256[17]
17. ↑  D.C Da Capo series:
  - Japan – 800,000 (Total cumulative of all games until Da Capo 5)[27]
18. ↑  Dōkyūsei series (Japan)
  - Dōkyūsei (PC Engine) – 107,594[28]
  - Sega Saturn – 615,068[23]
19. ↑  The Death Trap series:
  - The Death Trap – 500,000[29]
  - Will: The Death Trap II – 100,000[30]
20. ↑  To Heart series (Japan)
  - Consoles – 473,870[2]
  - To Heart 2 X Rated (PC) – 110,393 (2006)[13]
21. ↑  EVE series
  - EVE: Burst Error – 350,000[31]
  - EVE: The Lost One (Sega Saturn) – 145,071 (Japan)[23]
  - Later EVE titles (consoles) – 80,802 (Japan)[2]
22. ↑  Clannad series:
  - Clannad – 365,757+
    - Windows (Japan) – 100,560[32]
    - PS2, PSP, X360 (Japan) – 105,197[2]
    - PS3, PSV, PS4 (worldwide) – 60,000[33]
    - Steam (overseas) – 100,000+[34]

  - Hikari Mimamoru Sakamichi de (On the Hillside Path that Light Watches Over) – 28,984[2]
  - Tomoyo After: It's a Wonderful Life (consoles) – 73,537
    - PS2 – 49,226[13]
    - PSP and Xbox 360 – 24,311[2]
23. ↑  Majikoi!' series:
  - Japan – 400,000 (Total series sales until Majikoi A-5)[35]
    - Maji de Watashi ni Koi Shinasai! (PS3) – 12,565 (2012)[36]
24. ↑  Pia Carrot series (Japan)
  - Consoles – 284,186[2]
  - PC (2006) – 36,510[26]
25. ↑  Hatoful Boyfriend:
  - Steam – 309,725[17]
  - DLsite English – 7,290[37]
26. ↑  Kidou Senkan Nadesico series (Japan)
  - Yappari Saigo ha 'Ai ga Katsu'? – 138,161[23]
  - The Blank of Three Year and The Mission – 146,094[2]
27. ↑  See YU-NO: A Girl Who Chants Love at the Bound of this World § Reception
28. ↑  Kanon:
  - Up until 2006 – 300,000+[46]
  - PSP (Japan) – 14,762[2]
29. ↑  Air:
  - Up until 2006 – 300,000+[46]
  - PSP and PS Vita (Japan) – 8,382[2]
30. ↑  Tsukimhime:
  - Sales prior to September 2021 – 240,000+[47]
31. ↑  Tsukimhime:
  - First Week Sales – 110,000+[50]

### 참조주
1. ↑  “「レイトン教授と不思議な町 EXHD for スマートフォン」が本日配信開始。8月9日までは通常価格から20％オフの960円で購入可能”. 《4Gamer.net》 (일본어). 2018년 6월 8일. 2019년 12월 29일에 확인함.
2. 1 2 3 4 5 6 7 8 9 10 11 12 13 14 15 16 17 18 19 20 21 22 23  “Game Search”. 《Game Data Library》. Famitsu. 2019년 12월 8일. 2019년 12월 29일에 확인함.
3. ↑  “Game Series Sales”. 《Investor Relations》. Capcom. 2022년 6월 18일. 2022년 6월 18일에 확인함.
4. ↑  “Spike Chunsoft, Inc. Invites You to Camp and the Ultimate Class Reunion, Announces a Global Sales Milestone”. 《Spike Chunsoft》. 2021년 10월 19일. 2021년 10월 19일에 확인함.
5. ↑  Gantayat, Anoop (2010년 11월 18일). “Sakura Wars Becomes a Browser Game”. 《Andriasang》. 2012년 12월 25일에 원본 문서에서 보존된 문서. 2012년 1월 31일에 확인함.
6. ↑  【週間ソフト販売ランキング TOP50】『龍が如く7』が16.1万本（1月13日～19日）. 《Dengeki Online》 (일본어). 2020년 1월 23일. 2020년 1월 25일에 원본 문서에서 보존된 문서. 2020년 2월 15일에 확인함.
7. ↑  Sato, Yukiyoshi Ike (2006년 5월 17일). “Tokimeki Memorial 3 scheduled for a December release”. 《GameSpot》. 2019년 12월 30일에 확인함.
8. ↑  Lopez, Azario (2020년 4월 15일). “Nekopara Series Has Sold Over 3 Million Copies on Steam, You All Sure Love Cat-Girls”. 《Noisy Pixel》. 2020년 4월 19일에 확인함.
9. ↑  nekopara_pr (2020년 4월 15일). “Nekopara series has been sold over 3 million copies on Steam” (트윗). 2020년 4월 18일에 확인함.
10. ↑  “業界に一石を投じたジャンル"サウンドノベル"を今一度振り返る”. 《ねとらぼ》 (일본어) (ITmedia). 2006년 7월 26일. 2019년 12월 29일에 확인함.
11. ↑  “チュンソフト、怖さの中の美しさを描く「かまいたちの夜2」。ゲーム業界外のクリエイターが集結”. 《Impress Watch》 (Impress Corporation). 2002년 4월 3일. 2019년 12월 29일에 확인함.
12. ↑  “生誕20周年の長寿シリーズ最新作『探偵 神宮寺三郎DS いにしえの記憶』”. 《Famitsu》. 2007년 5월 16일. 2020년 1월 1일에 확인함.
13. 1 2 3  “Amazon store with ranking list for highest selling bishōjo games of 2005” (일본어). Amazon.co.jp. 2007년 12월 21일에 원본 문서에서 보존된 문서. 2008년 5월 17일에 확인함.
14. ↑  “Winged Cloud”. 《Steam Spy》. 2020년 1월 1일에 확인함.
15. ↑  “Zero Escape”. 《Steam Spy》. 2022년 11월 29일에 확인함.
16. ↑  Ressler, Karen (2015년 12월 10일). “Steins;Gate 0 Game Sells Over 100,000 Copies on 1st Day”. 2015년 12월 11일에 원본 문서에서 보존된 문서. 2016년 4월 1일에 확인함.
17. 1 2 3 4 5 6  Orland, Kyle (2018년 7월 6일). “Valve leaks Steam game player counts; we have the numbers”. 《Ars Technica》. Condé Nast. 2018년 7월 10일에 원본 문서에서 보존된 문서. 2018년 7월 11일에 확인함. Complete list. 보관됨 11 7월 2018 - 웨이백 머신
18. ↑  Sato (2018년 4월 18일). “This Week in Sales: The Snack World Serves Up Its New And Improved Switch Version”. 《Siliconera》. Curse, Inc. 2018년 4월 18일에 원본 문서에서 보존된 문서. 2018년 4월 18일에 확인함.
19. ↑  “STEINS;GATE 0”. 《Steam Spy》. 2019년 12월 29일에 확인함.
20. ↑  “「STEINS;GATE ELITE」や「ゼノブレイド2 黄金の国イーラ」などの新作が登場の「週間販売ランキング＋」”. 《4Gamer.net》 (일본어). Aetas, Inc. 2018년 9월 26일. 2018년 9월 26일에 원본 문서에서 보존된 문서. 2018년 9월 27일에 확인함.
21. ↑  “AliceSoft”. 2018년 5월 30일에 확인함.
22. 1 2 3  “Higurashi”. 《Steam Spy》. 2019년 12월 29일에 확인함.
23. 1 2 3 4 5 6  “Sega Saturn Japanese Ranking”. 《Japan Game Charts》. Famitsu. 2009년 9월 24일에 원본 문서에서 보존된 문서. 2009년 7월 14일에 확인함.
24. ↑  “エイベックスがアニメ制作とゲーム開発を完全内製化。『マブラヴ』シリーズのテレビアニメ＆ゲーム最新作を同時にグローバル展開することを発表”. 《Famitsu》 (일본어). 2021년 10월 6일.
25. ↑  “Muv Luv Kickstarter ending”. 《Anime News Network》. 2015년 11월 3일에 확인함.
26. 1 2  “Eroge Sales Rankings Year 2006”. 《PC News》. 2007년 3월 25일. 2007년 3월 25일에 [zepy.momotato.com/2007/03/01/eroge-sales-rankings-year-2006/ 원본 문서] |url= 값 확인 필요 (도움말)에서 보존된 문서. 2019년 12월 30일에 확인함.
27. ↑  “「D.C. ～ダ・カーポ～」シリーズの最新ナンバリングタイトル「D.C.5 ～ダ・カーポ5～」ティザーサイト公開のお知らせ”. 《PR Times》 (일본어). 2022년 7월 29일.
28. ↑  “PC Engine”. 《Game Data Library》. Famitsu. 2020년 1월 1일에 확인함.
29. ↑  “Hironobu Sakaguchi : 'The Lost Art of Telling a Story'”. 《Gameblog》 (프랑스어). 2013년 9월 4일. 2019년 12월 29일에 확인함.
30. ↑  Fujii, Daiji (January 2006). “Entrepreneurial choices of strategic options in Japan's RPG development” (PDF). Faculty of Economics, Okayama University: 11. 2007년 9월 30일에 원본 문서 (PDF)에서 보존된 문서. 2008년 4월 26일에 확인함. To solve this problem programmatically, the team employed a postgraduate student from Keio University—one of the best private universities, located in Tokyo and Yokohama—and Japan’s first animated PC game, Will, was released in 1985.  One hundred thousand copies of Will were sold, which was a major commercial success at the time.
31. ↑  “EVE The 1st. burst error”. 《Kadokawa Games》. Kadokawa Corporation. 2009년 11월 10일에 원본 문서에서 보존된 문서. 2019년 12월 30일에 확인함.
32. ↑  “売上ランキング (2004年 Hゲーム)” [Sales Ranking (2004 H-games)]. 《Wiki-Mania Store》 (일본어). 2012년 6월 29일에 원본 문서에서 보존된 문서. 2012년 2월 10일에 확인함.
33. ↑  “Clannad”. 《Gamstat》. 2020년 5월 10일. 2020년 6월 25일에 원본 문서에서 보존된 문서. 2020년 5월 14일에 확인함.
34. ↑  “Clannad”. 《Steam Spy》. 2019년 12월 29일에 확인함.
35. ↑  “『真剣で私に恋しなさい！Ａ』登場キャタクターのキャストサイン色紙をプレゼント”. 《Twitter》 (일본어). 2022년 10월 7일에 원본 문서에서 보존된 문서. 2016년 10월 28일에 확인함.
36. ↑  “ファミ通ゲーム白書2013 補完データ編（分冊版）』”. 《Famitsu》. 2013년 5월 31일.
37. ↑  “DLsite English: Total Ranking”. DLsite. 2014년 8월 1일에 확인함.
38. ↑  “FEATURE: Crunchyroll Interviews "Dies irae" Producer Hattori Michisato”. 《Crunchyroll》. 2017년 5월 24일. 2017년 5월 26일에 원본 문서에서 보존된 문서. 2017년 5월 26일에 확인함.
39. ↑  “Psychological Horror Narrative Doki Doki Literature Club Plus Recruits 500,000 New Club Members After Two Weeks”. Boulder, Colorado: Games Press. 2021년 7월 20일. 2022년 3월 18일에 확인함.
40. ↑  “Doki Doki Literature Club Plus Sells Half a Million Copies in Two Weeks”. 2021년 7월 20일.
41. ↑  Gameman ( 6 September 2005). “{title}” 「ポートピア連続殺人事件」の舞台を巡る. 《ITmedia +D Games》 (일본어). ITmedia. 1쪽. 19 February 2013에 원본 문서에서 보존된 문서. 16 August 2007에 확인함. (Translation)
42. ↑  Romano, Sal (2022년 12월 2일). “Digimon Survive shipments and digital sales top 500,000”. 《Gematsu》. 2022년 12월 2일에 원본 문서에서 보존된 문서. 2022년 12월 2일에 확인함.
43. ↑  “VA-11 Hall-A: Cyberpunk Bartender Action”. 《Steam Spy》. 2019년 12월 30일에 확인함.
44. ↑  Romano, Sal (2021년 11월 28일). “13 Sentinels: Aegis Rim coming to Switch on April 12, 2022; shipments and digital sales top 500,000”. 《Gematsu》. 2021년 11월 28일에 원본 문서에서 보존된 문서. 2021년 11월 28일에 확인함.
45. ↑  “DMMアダルト [シルキーズ 野々村病院の人々] PCゲーム”. 《DMM.com》. Hokuto Corporation. 2007년 9월 27일에 원본 문서에서 보존된 문서. 2019년 12월 30일에 확인함.
46. 1 2  “Clannad” (일본어). NTT Publishing. 2007년 8월 21일에 원본 문서에서 보존된 문서. 2012년 2월 16일에 확인함.
47. ↑  “"Tsukihime -A piece of blue glass moon-" has exceeded 240,000 domestic cumulative shipments and download sales!”. 《Twitter》 (영어). 2022년 12월 13일에 확인함.
48. ↑  “Top 500 Japanese Games Of 2007”. Play-Asia.com. 2008년 4월 14일. 2008년 4월 14일에 원본 문서에서 보존된 문서. 2016년 7월 7일에 확인함.
49. ↑  “Monster Prom”. 《Steam Spy》. 2019년 12월 30일에 확인함.
50. ↑  “Witch on the Holy Night has sold more than 110K units (digital and physical combined) worldwide on PlayStation®4 and Nintendo Switch™.”. 《Twitter》. Witch on the Holy Night - English.
51. ↑  ONE～輝く季節へ～ OVA EPISODE 1 on sale. 《DMM.com》 (일본어). 2010년 6월 24일에 원본 문서에서 보존된 문서. 2003년 11월 21일에 확인함.